# Brigade de Gurkhas
Pour les articles homonymes, voir Légion étrangère (homonymie).
Brigade of Gurkhas est le nom collectif qui désigne toutes les unités de l'armée britannique composées de soldats népalais Gurkha. La brigade, forte de 3 640 personnes, tire son héritage des unités Gurkha qui avaient servi dans l'armée indienne britannique avant l'indépendance de l'Inde et avant celle de la Compagnie des Indes. La brigade comprend des unités d'infanterie, de génie, de transmissions, de logistique et d'instruction et de soutien. Ils sont connus pour leur kukris, un couteau lourd distinctif à lame incurvée, et ont la réputation d'être des soldats féroces et courageux. 
La brigade a célébré ses 200 ans de service dans l'armée britannique en 2015,. 

## Origines
Au cours de la guerre au Népal en 1814, au cours de laquelle les Britanniques tentèrent d'annexer le Népal à l'Empire, les officiers de l'armée furent impressionnés par la ténacité des soldats Gurkha et les encouragèrent à se porter volontaires pour s'enrôler dans la Compagnie des Indes. Les Gurkhas servirent de troupes à la Compagnie lors de la guerre de Pindaree de 1817, à Bharatpur au Népal en 1826, et au cours des première et deuxième guerres sikhs en 1846 et 1848. Lors de la mutinerie du Sepoy en 1857, les régiments de Gurkha restèrent fidèles aux Britanniques et rejoignirent l'armée britannique indienne lors de sa formation.  Le 2nd Gurkha Rifles (The Sirmoor Rifles) et le 60th Rifles défendirent à leur tour la maison de Hindu Rao (en). 

## Histoire

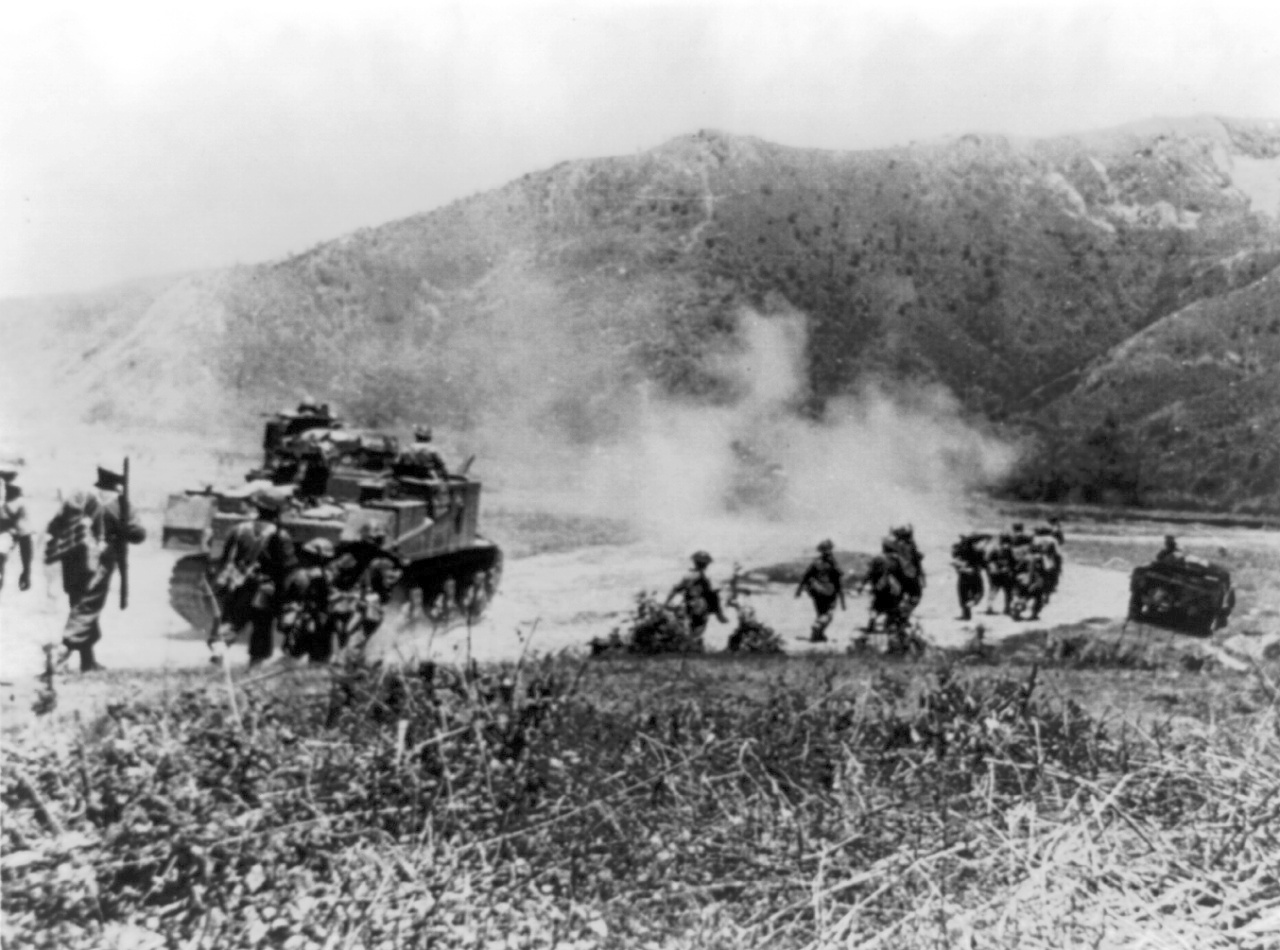
Gurkhas avançant avec des chars face aux troupes japonaises de la route d'Imphal à Kohima.

Au cours de l'insurrection malaise à la fin des années 1940, les Gurkhas se sont battus en tant que soldats de la jungle, comme ils l'avaient fait en Birmanie. La brigade d'entraînement des Gurkhas fut créée le 15 août 1951 à Sungai Petani, Kedah, en Malaisie. Après la fin du conflit, les Gurkhas furent transférés à Hong Kong, où ils exercèrent des missions de sécurité. Les troupes patrouillaient à la frontière à la recherche d'immigrants clandestins entrant sur le territoire, surtout lors des troubles de la révolution culturelle. Ils furent déployés pour contenir la foule lors des émeutes de Star Ferry (en) en 1966. Après l’indépendance et la partition de l’Inde en 1947, en vertu de l’accord tripartite, six régiments de Gurkha rejoignirent l’armée indienne postindépendance. Quatre régiments de Gurkha, les 2e, 6e, 7e et 10e fusils Gurkha, rejoignirent l'armée britannique le 1er janvier 1948. Les  1st et 2nd Gurkha Rifles furent déployés au Brunei lors du déclenchement de la révolte de Brunei (en) en 1962. En 1974, la Turquie envahit Chypre et le 10e Gurkha Rifles fut envoyé pour défendre la base souveraine britannique de Dhekelia (en). Le 1er juillet 1994, les quatre régiments d'infanterie fusionnèrent en un seul, le Royal Gurkha Rifles et les trois régiments de corps (la police militaire de Gurkha ayant été dissoute en 1965) furent réduits à la taille d'escadrons. Le 1er juillet 1997, le gouvernement britannique rétrocéda Hong Kong à la République populaire de Chine, ce qui entraina la dissolution de la garnison britannique locale. Le QG des Gurkhas et la formation des recrues furent transférés au Royaume-Uni. Les Royal Gurkha Rifles prirent part aux opérations au Kosovo en 1999, à des opérations de maintien de la paix des Nations Unies au Timor oriental en 2000 et en Sierra Leone plus tard au cours de cette même année. 

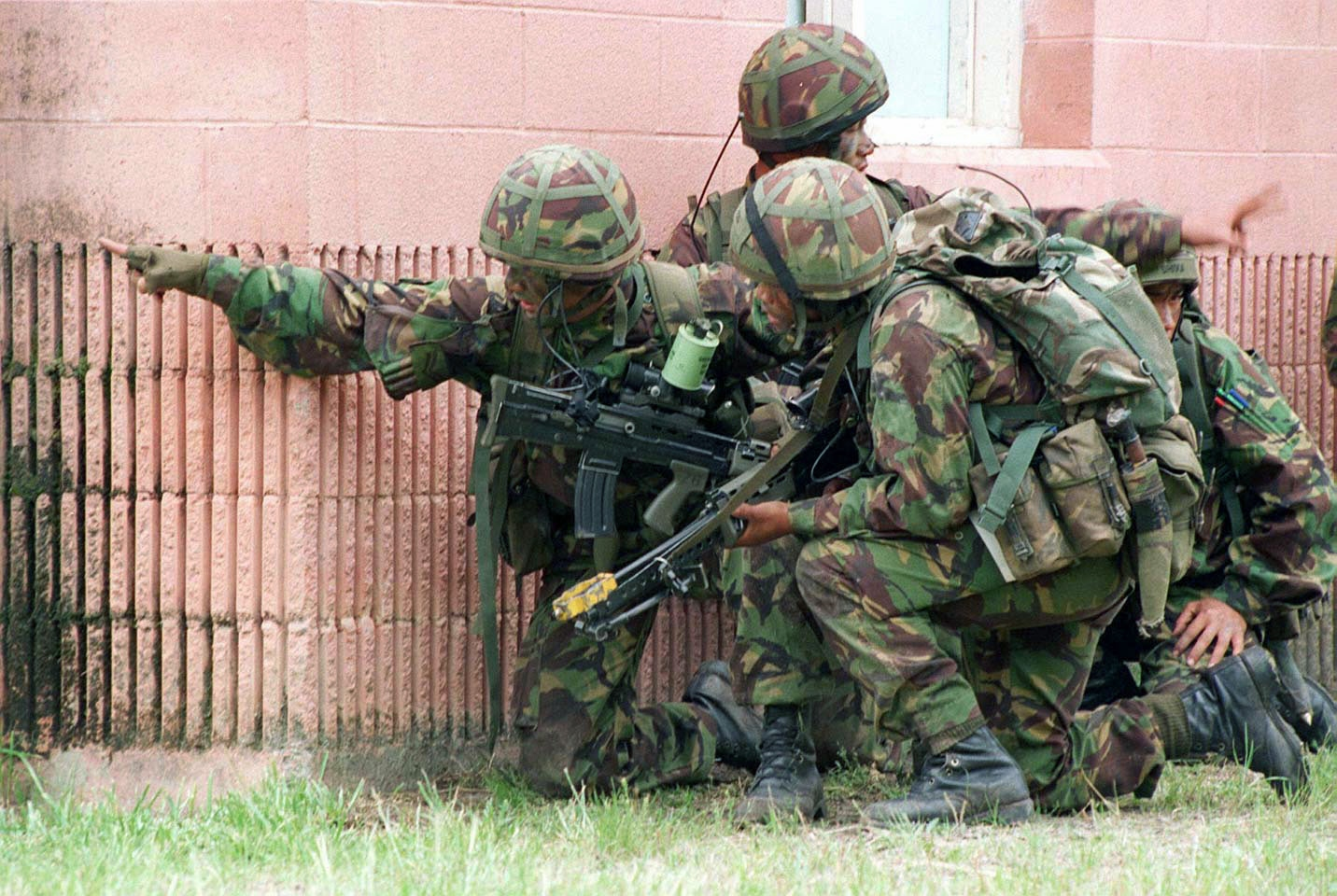
Gurkhas effectuant un exercice de combat urbain aux États-Unis. Notez le kukri sur l'équipement du soldat le plus proche.

En 2007, la brigade des Gurkhas annonça que les femmes étaient autorisées à s'engager. Comme leurs homologues britanniques, les femmes Gurkha sont éligibles pour rejoindre le corps du génie, le corps logistique, les transmissions et le QG de la brigade (hors unités d’infanterie). En septembre 2008, la Haute Cour de Londres a jugé que le gouvernement britannique devait donner des indications claires sur les critères permettant d'autoriser les Gurkhas à s'établir sur le sol du Royaume-Uni. Le 21 mai 2009, après une longue campagne de communication et de protestation d'anciens combattants Gurkhas, le ministre de l'Intérieur britannique, Jacqui Smith, annonça que tous les anciens combattants Gurkha ayant servi au moins quatre ans dans l'armée britannique avant 1997 seraient autorisés à s'établir en Grande-Bretagne.

## Unités de Gurkha britanniques de 1947 à 1994
Anciennes unités incluses: 
- 2nd King Edwards VII's Gurkha Rifles (The Sirmoor Rifles) (1947-1994)
- 6th Queen Elizabeth's Own Gurkha Rifles (1947–1994)
- 7th Duke of Edinburgh's Own Gurkha Rifles (1947-1994)
- 10th Princess Mary's Own Gurkha Rifles (1947-1994)
- Corps de support de la brigade Gurkha (1958-1965)
- Régiment de transport Gurkha (1965–1992)
- Queen's Gurkha Engineers (depuis 1977) 
  - Escadron de formation du génie Gurkha, Royal Engineers (1948-1951)
  - 50e Régiment du génie (Gurkha), Royal Engineers (1951-1955)
  - Sapeurs Gurkhas (1955-1977)
- Queen's Gurkha Signals (depuis 1977) 
  - Gurkhas Signals (1948-1949)
  - Gurkha Royal Signals (1949-1954)
  - Gurkha Signals (1954-1977)
- Gurkha Provost Company , Police militaire royale (1949-1957)
- 17e compagnie de prévôt divisionnaire Gurkha, Police militaire royale (1957-1969)
- Compagnie indépendante de parachutistes Gurkha , Régiment de parachutistes (c. 1960 - 1970)

## De nos jours

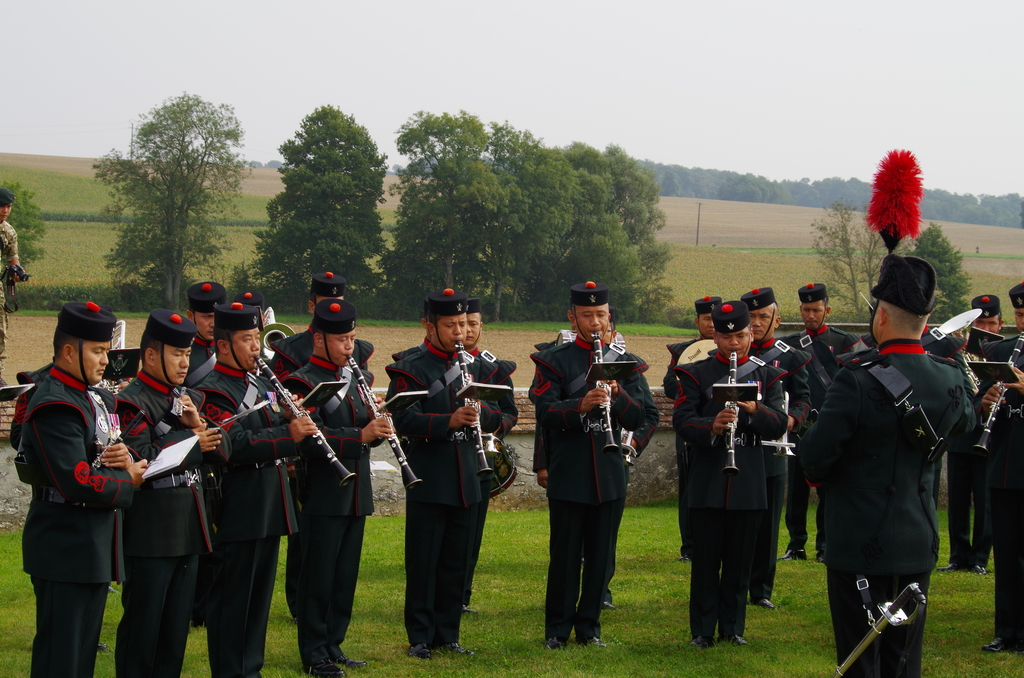
Groupe de la brigade des Gurkhas se produisant en France, 2014.

Plus de 2 000 Gurkhas furent recrutés par l'armée britannique pour le contingent de Gurkha des forces de police de Singapour.  Environ 2 000 Gurkhas eurent une mission similaire dans l'unité de réserve Gurkha du Brunei. Outre l'armée britannique, l'armée indienne recruta également des Gurkhas (environ 100 000 dans 44 bataillons et 25 bataillons d'Assam Rifles) dans le cadre de l'accord tripartite signé à l'époque de l'indépendance de l'Inde. Ceci est en outre documenté dans une liste de régiments Gurkha servant dans l'armée indienne. 
Les unités actuelles de la brigade de Gurkhas comprennent: 
- QG de la brigade des Gurkhas à l'Académie royale militaire de Sandhurst à Surrey 
  - Gurkhas britanniques au Népal - recrues pour l'armée britannique et la police de Singapour, s'occupent du bien-être des soldats et des ex-soldats [16]
  - 1er Bataillon, Royal Gurkha Rifles à Shorncliffe - un bataillon d'infanterie d'assaut par air, faisant partie de la 16e brigade d'assaut aérien
  - 2e bataillon, Royal Gurkha Rifles au Brunei - un bataillon d'infanterie légère faisant partie des forces britanniques au Brunei
  - 3e bataillon, Royal Gurkha Rifles dans la garnison d'Aldershot - une unité d'infanterie spécialisée appartenant au groupe d'infanterie spécialisée
  - 10e Régiment logistique du Queen's Own Gurkha , à Aldershot [17]
  - Queens's Gurkha Engineers 
    - 69e Escadron de campagne Gurkha (appartenant au 36e Régiment du génie), à Maidstone
    - 70e Escadron de campagne Gurkha (appartenant au 36e Régiment du génie), à Maidstone

  - Queen's Gurkha Signals
    - Le 246e Escadron (qui fait partie du 2e Régiment des transmissions) à York
    - 247e Escadron (partie du 16e Régiment des transmissions)
    - 248e Escadron (appartenant au 22e Régiment des transmissions), à Stafford
    - Escadron 250 (fournit un appui au Commandement des opérations des forces conjointes et à son état-major lorsqu'il est déployé) à Bramcote
    - Groupe de transmissions du Brunei, au Brunei, appuyant les forces britanniques au Brunei
    - Groupe de transmissions népalaises à Katmandou, en appui du QG britannique des Gurkhas du Népal

  - Gurkha Staff and Staff Support Company - Administration de toutes les unités de la Brigade de Ghurkas [18]
  - Musique de la brigade des Gurkhas (créée en novembre 1859)
  - Compagnie Gurkha de Catterick au centre de formation d'infanterie, Catterick
  - Compagnie Gurkha (Sittang) à l'Académie royale militaire de Sandhurst
  - Aile Gurkha (Mandalay) à l'école de combat d'infanterie , Brecon
  - Gurkha Training Support Company (Tavoleto) des Waterloo Lines, Warminster
  - Équipe d'entraînement de brigade
  - Unité de traducteurs népalais, Catterick

En 2018, le gouvernement britannique annonça son intention d'ouvrir plus de 800 postes au sein de la brigade. Les transmetteurs de Queen's Gurkha Signals et les sapeurs du Queen's Gurkha Engineers recevront chacun un escadron supplémentaire, tandis que le régiment logistique Queen's Own Gurkha en recevra deux. En outre, environ 300 nouveaux postes au sein des Royal Gurkha Rifles seront créés, formant un nouveau bataillon prévu pour des missions d'infanterie spécialisée,. Pour la première fois, les femmes seront autorisées à rejoindre des unités de la brigade.

## Recrutement et formation de base
Le processus de sélection des Gurkhas est très exigeant. Seuls 230 stagiaires sont recrutés chaque année sur environ 17 000 candidats dans l'armée britannique. La formation de Gurkhas dure 36 semaines et couvre divers domaines tels que l’éthique de la brigade, la formation linguistique, la formation culturelle, la gestion de carrière et la sélection des métiers, ainsi qu'un tronc commun de 26 semaines de combat d’infanterie. Cela permet aux soldats Gurkhas formés de tenir leur rôle dans les opérations et de perpétuer les traditions de leurs ancêtres.

## Organisation
Le quartier général de la brigade est basé à l'Académie royale militaire de Sandhurst, dans le Surrey. Les deux bataillons des Royal Gurkha Rifles sont formés comme unités d'infanterie légère; ils ne sont équipés ni de véhicules blindés, ni de véhicules à roues. Le premier bataillon des Royal Gurkha Rifles est basé à la garnison britannique à Brunei dans le cadre de l'engagement de la Grande-Bretagne à maintenir une présence militaire en Asie du Sud- Est. Le Royal Battalion Gurkha Rifles du 2e Bataillon est basé au camp de Shorncliffe , près de Folkestone dans le Kent, au sein de la 16e Brigade d’assaut aérien et peut être déployé dans la plupart des régions d’Europe et d’Afrique. 

## Hommage

### Mémorial de Londres

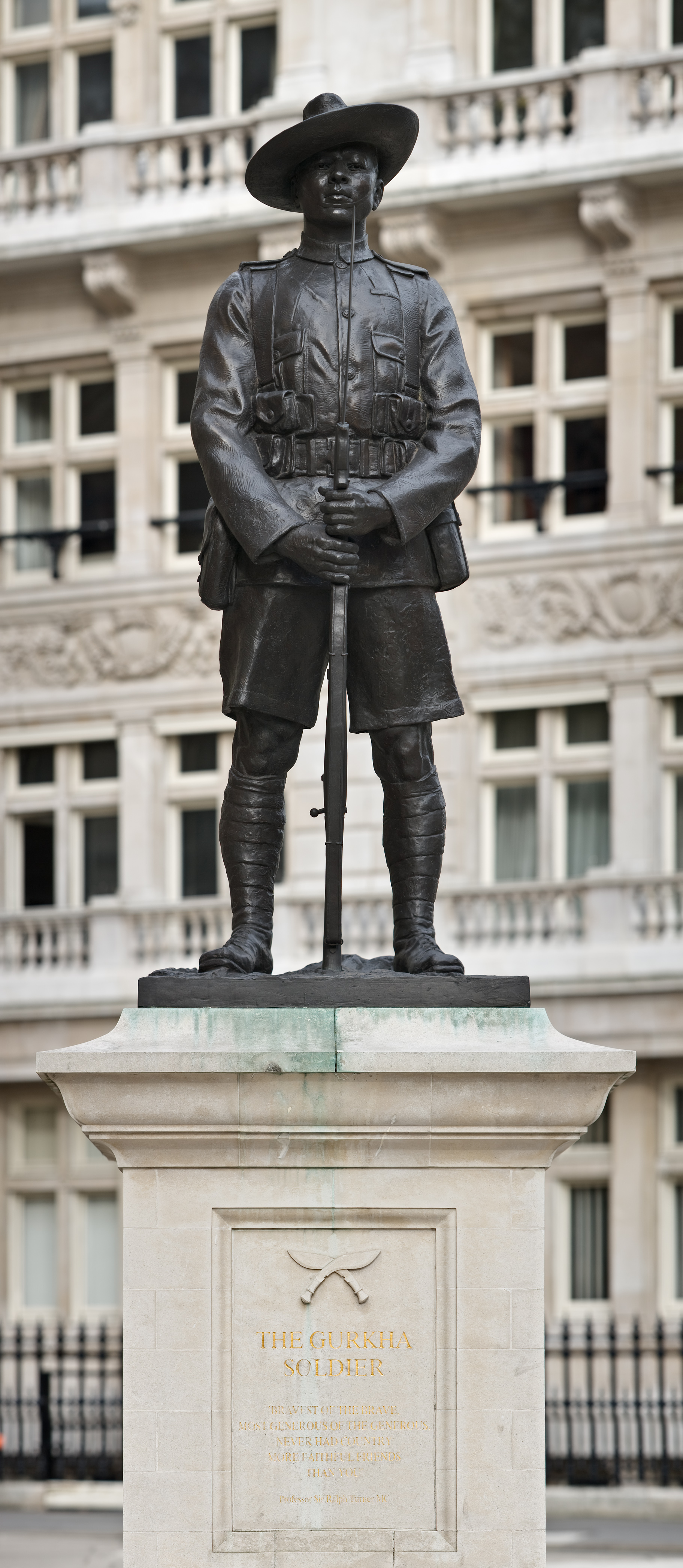
Un monument au soldat Gurkha près du ministère de la Défense à Londres

Le mémorial britannique des Gurkhas a été dévoilé par la reine Elizabeth II le 3 décembre 1997. L'inscription sur le monument est une citation de sir Ralph Turner, un ancien officier du 3e Gurkha Rifles . 

### 200 ansde service
Une série d'événements eurent lieu en 2015 pour marquer les 200 ans de service des Gurkhas dans l'armée britannique, notamment un défilé devant le palais de Buckingham,,. 

## Divers
En vertu du droit international, conformément au Protocole n ° 1 additionnel aux Conventions de Genève de 1949, les Gurkhas servant en tant que soldats réguliers en uniforme ne sont pas des mercenaires. Selon les récits officiels du cabinet ministériel (Histoire officielle des îles Falkland, Sir Lawrence Freedman ), sir John Nott, secrétaire d'État à la Défense, exprimait l'inquiétude du gouvernement britannique selon laquelle les Gurkhas ne pourraient pas être envoyés avec les unités prévues pour reconquérir les Falkland. Ceci sous prétextes que leur statut pouvait contrarier les membres de la fragile coalition d’appui que les Britanniques avaient bâtie aux Nations unies. Sir Edwin Bramall, ancien chef d'état-major de la Défense, ancien officier du 2e Gurkhas comme Nott, déclara que les Gurkhas étaient nécessaires pour des raisons militaires valables (en tant que membre de la 5e brigade d'infanterie) et que s'ils n'étaient pas déployés, cela serait une menace pour l'avenir des opérations militaires britanniques. Il demanda donc à Nott de plaider cette cause devant le gouvernement contre l'avis du Foreign Office. Nott accepta de le faire, déclarant que les Gurkhas "seraient mortifiés si nous leur gâchions leurs chances d'y aller. 

### Les alliances
- Australie  - Le Royal Australian Regiment
- Nouvelle-Zélande  - Le Royal New Zealand Infantry Regiment
- Brunei  - Les Forces terrestres royales du Brunei